# Ловница
Ловница — деревня в Бологовском районе Тверской области, входит в состав Березорядского сельского поселения.

## География
Деревня находится в северной части Тверской области на расстоянии приблизительно 29 км на северо-восток по прямой от районного центра города Бологое на правом берегу реки Березайка.

## История
Известна с 1865 года. В 1879 году здесь было учтено 14 дворов, в 1909 — 34 дома. В советское время работали колхоз «Воля», позднее одноименный СПК.

## Население
Численность населения: 56 человек (1879 год), 80 (1911), 8 (русские 100 %) в 2002 году, 1 в 2010.